# Leif Högström
Leif Nils Oskar Högström (Enskede, 4 luglio 1955) è un ex schermidore svedese, vincitore di una medaglia d'oro nella scherma ai giochi olimpici di Montréal 1976.

## Biografia
Originario di Enskede, fu tesserato per la polisportiva Djurgårdens Idrottsförening di Stoccolma.
Rappresentò la Svezia ai Giochi olimpici estivi di Montréal 1976, in cui si aggiudicò l'oro a squadre con i connazionali Carl von Essen, Hans Jacobson, Rolf Edling, e Göran Flodström, superando la Germania Ovest nella gara decisiva per il gradino più alto del podio.
Ai mondiali di Buenos Aires 1977 divenne campione iridato nella spada a squadre con Johan Harmenberg, Rolf Edling e Hans Jacobson, battendo in finale la Svizzera.
Tornò alle Olimpiadi a Mosca 1980, dove si piazzò quinto nella spada a squadre.

## Palmarès
- Giochi olimpici

Montréal 1976: oro nella spada a squadre;
- Mondiali

Buenos Aires 1977: oro nella spada a squadre;